# DVB-H
DVB-H (англ. Digital Video Broadcasting — Handheld) — европейский стандарт мобильного телевидения, один из семейства стандартов DVB. Стандарт DVB-H позволяет передавать цифровой видеосигнал на мобильные устройства, такие как КПК, мобильный телефон или портативный телевизор. Формально, этот стандарт (EN 302 304) был принят в ноябре 2004 года ETSI.

## Техническое описание

Структура фрейма в DVB-H

DVB-H является логическим продолжением стандарта DVB-T с поддержкой дополнительных возможностей, отвечающих требованиям для переносных мобильных устройств с автономным питанием.
Для уменьшения расхода питания батарей переносных устройств используется технология квантования времени time slicing, с помощью которой IP датаграммы передаются небольшими наборами пакетов во временных интервалах. Каждый из таких наборов может достигать до двух мегабит данных, включая корректирующий код, в котором на каждые 191 бит полезных данных приходится 64 бита корректирующего кода, защищенного кодом Рида-Соломона. Принимающее устройство включается только в те интервалы времени, в которые происходит передача наборов данных, соответствующих выбранному каналу, на который настроено принимающее устройство. В течение этого короткого интервала времени данные, передающиеся с высокой скоростью, могут быть помещены в буфер принимающего устройства, который может содержать как загруженные данные, так и проигрываемое потоковое видео.
Степень экономии заряда батареи питания принимающего устройства зависит от соотношения времени его работы в состоянии приема и состояния ожидания. При трансляции десяти и более сервисов степень экономии питания принимающего устройства может достигать 90 %.
В стандарте DVB-SH был доработан прием радиосервисов, что может быть рассмотрено как эволюция DVB-H.
DVB-H разработан для работы в следующих частотах:
- VHF-III (170—230 МГц (или часть этого диапазона));
- UHF-IV/V (470—862 МГц (или часть этого диапазона));
- L (1,452—1,492 ГГц).

Ожидается, что в стандартах DVB-SH и DVB-H2, которые появятся в ближайшем будущем, список поддерживаемых частот будет расширен.
DVB-H может существовать в одном мультиплексе с DVB-T.

### Стандарты DVB-H
Основной DVB-H стандарт:
- ETSI EN 302 304, DVB-H — Transmission System for Handheld Terminals

Технические отчеты DVB, касающиеся DVB-H :
- ETSI TR 102 377, Implementation Guidelines for DVB-H Services (построение сервисов, основанных на DVB-H)
- ETSI TR 102 377, Validation Task Force Report (результаты экспериментов с целью подтверждения спецификаций DVB-H)

Перечисленные выше документы разработаны и опубликованы организацией ETSI.
Документация DVB-H, построенная на основе других стандартов DVB:
- ETSI EN 301 192, Digital Video Broadcasting (DVB); DVB specifications for data broadcasting (определение различных понятий, относящихся к передаче данных в системе DVB)
- ETSI EN 300 468, Digital Video Broadcasting (DVB); Specifications for Service Information (SI) in DVB systems (стандарты, касающиеся метаданных в системе DVB)
- ETSI EN 300 744, Digital Video Broadcasting (DVB); Framing structure, channel coding and modulation for digital terrestrial television (спецификации DVB-T)

## IPDC
IPDC (Internet Protocol Datacasting) на базе сети вещания DVB-H первоначально был разработан, как ряд спецификаций для работы на физическом уровне DVB-H, но в конечном итоге был использован на более высоких уровнях во всех системах цифрового телевизионного вещания, включая DVB-SH. В общем, эти спецификации определяют что должно доставляться, как оно должно быть доставлено, его описание, и как оно должно быть защищено. Они покрывают всю архитектуру системы, описывают сигнализацию PSI/SI (данные сервисов), передаваемую в таблицах, электронный гид по сервисам ESG (Electronic Service Guide), протокол доставки контента (CDP) и протоколы защиты и приобретения сервисов (SPP). Почти все эти спецификации были изданы как стандарты ETSI. Полный набор спецификаций DVB-IPDC доступен на сайте dvb-h.org.

### Стандарты IPDC
Стандарты и технические отчеты по DVB-IPDC:
- ETSI TS 102 470, IP Datacast over DVB-H: PSI/SI
- ETSI A096, IP Datacast over DVB-H: Set of Specifications for Phase 1
- ETSI TR 102, 473 v1.1.1 IP Datacast over DVB-H: Use Cases and Services
- ETSI TR 102, 469 v1.1.1 IP Datacast over DVB-H: Architecture
- ETSI TS 102, 471 v1.2.1 IP Datacast over DVB-H: Electronic Service Guide (ESG)
- ETSI A112, Electronic Service Guide (ESG) Implementation Guidelines
- ETSI A100, IP Datacast over DVB-H: Service Purchase and Protection (SPP)
- ETSI TS 102 472, IP Datacast over DVB-H: Content Delivery Protocols (CDP)
- ETSI A113, Content Delivery Protocols (CDP) Implementation Guidelines

Эти документы доступны на сайте dvb-h.org.

## DVB-H2
Разработка стандарта DVB-H2 должна была начаться в конце 2007 года и закончиться в 2008 году. В настоящее время стандарт ещё не принят.
Возможно спецификации DVB-H2 и DVB-T2 будут взаимосвязаны.

## Устройства
- E-TEN — glofiish V900
- Garmin — nuvi 900T (Только в Италии)
- Gigabyte — GSmart t600 (поддержка DVB-T, DVB-H, T-DMB и DAB)
- LG — U900, KB620, KU950, U960, KB770, HB620T
- Motorola — A680i
- Nokia — 7710 (экспериментальная версия DVB-H), N92[4], N77[5], N96[6], 5330 Mobile TV Edition[7], SU-33W (с внешним Bluetooth-ресивером)[8]
- Samsung — SGH-P910, SGH-P920, SGH-P930, SGH-P940, SGH-P960, SGH-F510
- Philips — HotMAN2
- Quantum — Q100, Q200 (Автомобильные)
- Sagem — My Mobile TV, My Mobile TV2
- ZTE — N7100, F912, F908, F928(3 квартал 2008 г.), F900(первый квартал 2009 г.)

## Средства разработки
- The open-source AMUSE DVB-H tools[9] — инструменты генерации DVB-H сигнала из одного или более IP потоков.

## Использование

### Россия
- С 1 декабря 2009 года в северо-западных районах Москвы была начата тестовая трансляция DVB-H под брендом Yota ТВ от компании «Кентавр», подконтрольной «Скартел». На первом этапе сервис бесплатно транслировал восемь телеканалов — «Первый канал», «Россия», «Вести», «Бибигон», «НТВ», «Пятый канал», «Муз-ТВ» и «7ТВ».[10] Частота вещания — 514 МГц.
- С 7 декабря 2009 года в Москве было начато тестирование услуги цифрового мобильного телевидения стандарта DVB-H от ООО «Доминанта» — дочерней компании «Вымпелкома».[10]

Трансляция обоих операторов осуществлялась с радиотелевизионной башни на Октябрьском поле, принадлежащей ООО «Октод». В 2012 году было принято решение не развивать вещание в формате DVB-H, и трансляции были прекращены.